# Schweizer Parlamentswahlen 1887/Resultate Nationalratswahlen

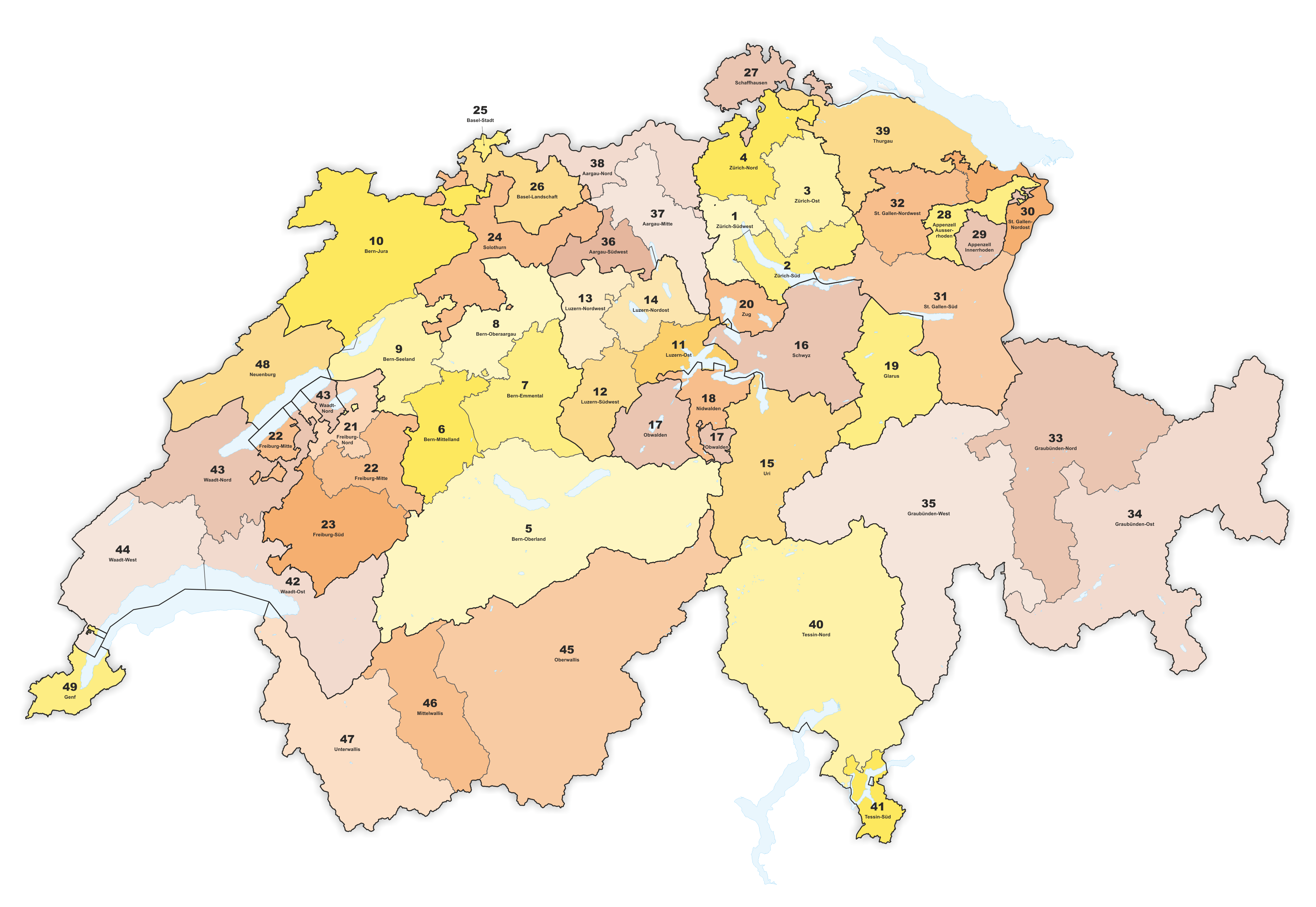
Nationalratswahlkreise von 1881 bis 1890

Die Nationalratswahlen der 14. Legislaturperiode fanden am 30. Oktober 1887 statt. Neu zu besetzen waren 145 Sitze im schweizerischen Nationalrat. Auf dieser Seite findet sich eine Übersicht über die detaillierten Resultate in den Kantonen.

## Erklärungen
Wie bei allen Wahlen vor der Einführung des heute üblichen Proporzwahlrechts im Jahr 1919 gelangte das Majorzwahlrecht zur Anwendung. Das Land war zu diesem Zweck in 49 unterschiedlich grosse Nationalratswahlkreise unterteilt, in denen ein bis fünf Sitze zu vergeben waren. Angewendet wurde die so genannte romanische Mehrheitswahl, bei der ein Kandidat die absolute Mehrheit der abgegebenen Stimmen benötigte, um gewählt zu werden. Jeder Wähler hatte so viele Stimmen, wie Sitze zu vergeben waren. In einzelnen Wahlkreisen waren bis zu drei Wahlgänge notwendig.
- Wahlkreis: Die Wahlkreise waren fortlaufend nummeriert, geordnet nach der Reihenfolge der Kantone in der schweizerischen Bundesverfassung. Aufgrund der wechselnden Anzahl Wahlkreise im Laufe der Jahre erhielten manche mehrmals eine neue Nummer. Deshalb besitzen die weiterführenden Artikel ein Lemma mit einer inoffiziellen geographischen Bezeichnung.
- Gewählte Kandidaten sind fett markiert, nicht gewählte Kandidaten sind kursiv markiert

## Parteien
Eine Zuordnung von Kandidaten zu Parteien und politischen Gruppierungen ist nur bedingt möglich, da sie nicht auf offiziellen Parteilisten kandidierten. Der politischen Wirklichkeit des 19. Jahrhunderts entsprechend kann man eher von Parteiströmungen oder -richtungen sprechen. Die verwendeten Parteibezeichnungen sind daher eine ideologische Einschätzung.
- FL = Freisinnige Linke (Freisinnige, Radikale, Radikaldemokraten)
- LM = Liberale Mitte (Liberale, Liberaldemokraten)
- KK = Katholisch-Konservative
- ER = Evangelische Rechte (evangelische/reformierte Konservative)
- DL = Demokratische Linke (Demokraten, Demokratische Partei)
- Soz = Sozialdemokraten
- BVP = Bernische Volkspartei

## Ergebnisse der Nationalratswahlen

### Kanton Aargau (10 Sitze)
| Wahlkreis | Sitze | Datum            | Wahlbe- rechtigte | Anzahl Wählende | Wahlbe- teiligung | Gewählte und Nichtgewählte                                                                   | Partei      | Stimmen                                   | Anteil                                    |
| --------- | ----- | ---------------- | ----------------- | --------------- | ----------------- | -------------------------------------------------------------------------------------------- | ----------- | ----------------------------------------- | ----------------------------------------- |
| Nr. 36    | 3     | 30. Oktober 1887 | 11 067            | 9 186           | 83,0 %            | Arnold Künzli Erwin Kurz Ludwig Karrer                                                       | FL FL       | 07 894 07 776 07 431                      | 96,2 % 94,8 % 90,5 %                      |
| Nr. 37    | 4     | 30. Oktober 1887 | 15 884            | 13 283          | 83,6 %            | Hans Riniker Max Alphonse Erismann Johann Rohr Peter Emil Isler Franz Marti Anton Bruggisser | FL LM FL    | 11 258 10 924 07 582 07 527 04 231 03 931 | 94,2 % 91,4 % 63,4 % 62,9 % 35,4 % 32,8 % |
| Nr. 38    | 3     | 30. Oktober 1887 | 12 466            | 10 604          | 85,1 %            | Emil Albert Baldinger Emil Welti Arnold Münch Martin Vogler                                  | KK LM KK FL | 09 081 08 996 05 566 03 748               | 95,5 % 94,6 % 58,5 % 39,4 %               |
| Nr. 38    | 3     | 1. Februar 1888  | 12 466            | 10 219          | 82,0 %            | Martin Vogler                                                                                | FL          | 07 347                                    | 71,8 %                                    |

### Kanton Appenzell Ausserrhoden (3 Sitze)
| Wahlkreis | Sitze | Datum            | Wahlbe- rechtigte | Anzahl Wählende | Wahlbe- teiligung | Gewählte und Nichtgewählte                                                 | Partei   | Stimmen           | Anteil               |
| --------- | ----- | ---------------- | ----------------- | --------------- | ----------------- | -------------------------------------------------------------------------- | -------- | ----------------- | -------------------- |
| Nr. 28    | 3     | 30. Oktober 1887 | 12 474            | 8 840           | 70,9 %            | Johann Jakob Sturzenegger Johann Ulrich Eisenhut Johann Conrad Sonderegger | LM LM FL | 7 608 7 469 7 388 | 97,1 % 95,3 % 94,3 % |

### Kanton Appenzell Innerrhoden (1 Sitz)
| Wahlkreis | Sitze | Datum                           | Wahlbe- rechtigte | Anzahl Wählende | Wahlbe- teiligung | Gewählte und Nichtgewählte                    | Partei | Stimmen     | Anteil        |
| --------- | ----- | ------------------------------- | ----------------- | --------------- | ----------------- | --------------------------------------------- | ------ | ----------- | ------------- |
| Nr. 29    | 1     | 30. Oktober 1887                | 3 223             | 2 009           | 62,3 %            | Johann Baptist Dähler Karl Justin Sonderegger | KK LM  | 0 995 0 936 | 49,5 % 46,5 % |
| Nr. 29    | 1     | 13. November 1887 (2. Wahlgang) | 3 223             | 2 633           | 81,7 %            | Karl Justin Sonderegger Johann Baptist Dähler | LM KK  | 1 346 1 276 | 51,1 % 48,4 % |

### Kanton Basel-Landschaft (3 Sitze)
| Wahlkreis | Sitze | Datum            | Wahlbe- rechtigte | Anzahl Wählende | Wahlbe- teiligung | Gewählte und Nichtgewählte                            | Partei | Stimmen           | Anteil               |
| --------- | ----- | ---------------- | ----------------- | --------------- | ----------------- | ----------------------------------------------------- | ------ | ----------------- | -------------------- |
| Nr. 26    | 3     | 30. Oktober 1887 | 11 130            | 5 023           | 45,1 %            | Ambrosius Rosenmund Johann Jakob Stutz Gédéon Thommen | FL FL  | 4 823 4 777 4 737 | 98,6 % 97,6 % 96,8 % |

### Kanton Basel-Stadt (3 Sitze)
| Wahlkreis | Sitze | Datum            | Wahlbe- rechtigte | Anzahl Wählende | Wahlbe- teiligung | Gewählte und Nichtgewählte                                                                      | Partei         | Stimmen                             | Anteil                                    |
| --------- | ----- | ---------------- | ----------------- | --------------- | ----------------- | ----------------------------------------------------------------------------------------------- | -------------- | ----------------------------------- | ----------------------------------------- |
| Nr. 25    | 3     | 30. Oktober 1887 | 11 043            | 5 917           | 53,6 %            | Karl Burckhardt-Iselin Eduard Eckenstein Ernst Brenner Paul Speiser Georg Kiefer Rudolf Sarasin | FL FL ER LM ER | 4 536 3 481 3 339 2 913 1 091 0 497 | 76,9 % 59,9 % 56,6 % 49,3 % 18,5 % 08,4 % |

### Kanton Bern (27 Sitze)
| Wahlkreis | Sitze | Datum                           | Wahlbe- rechtigte | Anzahl Wählende | Wahlbe- teiligung | Gewählte und Nichtgewählte | Partei                   | Stimmen                                                     | Anteil                                                                |
| --------- | ----- | ------------------------------- | ----------------- | --------------- | ----------------- | --- | ------------------------ | ----------------------------------------------------------- | --------------------------------------------------------------------- |
| Nr. 5     | 5     | 30. Oktober 1887                | 19 749            | 6 712           | 34,0 %            | Matthäus Zurbuchen Johann Jakob Rebmann Jakob Scherz Johann Zürcher Carl Samuel Zyro                                                                                     | FL FL                    | 6 230 5 924 5 879 5 837 5 714                               | 92,8 % 88,2 % 87,5 % 86,9 % 85,1 %                                    |
| Nr. 6     | 5     | 30. Oktober 1887                | 18 788            | 8 442           | 44,9 %            | Johann Jakob Hauser Karl Stämpfli Rudolf Rohr Rudolf Brunner Eduard Müller Otto von Büren Edmund von Steiger Johann Eduard Riesen Leonhard Schrag                        | FL FL ER Soz             | 6 607 6 526 6 244 4 521 4 331 3 856 3 432 0 952 0 907       | 78,2 % 77,3 % 73,9 % 53,5 % 51,3 % 45,6 % 40,6 % 11,2 % 10,7 %        |
| Nr. 7     | 4     | 30. Oktober 1887                | 15 443            | 5 333           | 34,5 %            | Fritz Bühlmann Karl Schenk Gottlieb Riem Gottlieb Berger Eduard von Wattenwyl Jakob Hess                                                                                 | FL FL BVP                | 4 487 4 427 5 909 5 821 2 080 1 984                         | 84,1 % 83,0 % 54,5 % 52,8 % 39,0 % 37,2 %                             |
| Nr. 7     | 4     | 26. Februar 1888                | 15 443            | 4 065           | 26,3 %            | Adolf Müller | FL                       | 3 784                                                       | 93,0 %                                                                |
| Nr. 8     | 4     | 30. Oktober 1887                | 17 431            | 7 397           | 42,4 %            | Johannes Schär Emil Elsässer Johann Friedrich Gugelmann Ulrich Burkhalter Andreas Schmid Rudolf Leuenberger Johann Egli Rudolf Küpfer                                    | BVP BVP FL BVP FL BVP FL | 4 318 3 868 3 533 3 407 3 375 3 179 3 159 2 509             | 58,3 % 57,2 % 47,7 % 46,0 % 45,6 % 42,9 % 42,7 % 33,9 %               |
| Nr. 8     | 4     | 6. November 1887 (2. Wahlgang)  | 17 421            | 10 259          | 58,9 %            | Ulrich Burkhalter Johann Egli Johann Friedrich Gugelmann Andreas Schmid                                                                                                  | BVP BVP FL               | 5 381 4 906 4 827 4 509                                     | 52,4 % 47,8 % 47,0 % 43,9 %                                           |
| Nr. 8     | 4     | 13. November 1887 (3. Wahlgang) | 17 421            | 10 355          | 59,4 %            | Johann Friedrich Gugelmann Johann Egli | FL BVP                   | 5 600 4 736                                                 | 54,5 % 46,1 %                                                         |
| Nr. 9     | 4     | 30. Oktober 1887                | 15 706            | 4 884           | 31,1 %            | Eduard Bähler Eduard Marti Johannes Zimmermann Rudolf Häni Hans Mettier                                                                                                  | FL FL Soz                | 4 252 4 068 4 042 3 159 1 393                               | 87,0 % 83,2 % 82,7 % 64,6 % 28,5 %                                    |
| Nr. 10    | 5     | 30. Oktober 1887                | 22 266            | 13 313          | 59,8 %            | Ernest Francillon Henri Cuenat Pierre Jolissaint Joseph Stockmar Auguste-Adolphe Klaye Auguste Moschard Pierre-Joseph Koller Louis Viatte Louis Péteut Casimir Folletête | FL FL ER KK ER KK        | 7 607 7 596 7 549 7 508 7 059 5 534 5 420 5 305 5 301 5 248 | 57,1 % 57,0 % 56,7 % 56,3 % 53,0 % 41,5 % 40,7 % 39,8 % 39,8 % 39,4 % |

### Kanton Freiburg (6 Sitze)
| Wahlkreis | Sitze | Datum            | Wahlbe- rechtigte | Anzahl Wählende | Wahlbe- teiligung | Gewählte und Nichtgewählte                                        | Partei   | Stimmen                 | Anteil                      |
| --------- | ----- | ---------------- | ----------------- | --------------- | ----------------- | ----------------------------------------------------------------- | -------- | ----------------------- | --------------------------- |
| Nr. 21    | 2     | 30. Oktober 1887 | 8 577             | 7 339           | 85,6 %            | Georges Python Georges Cressier Louis Bourgknecht Hermann Liechti | KK LM FL | 3 972 3 908 3 361 3 253 | 54,5 % 53,6 % 46,1 % 44,6 % |
| Nr. 22    | 2     | 30. Oktober 1887 | 9 945             | 5 340           | 53,7 %            | Paul Aeby Louis de Wuilleret                                      | KK KK    | 5 113 5 054             | 98,3 % 97,1 %               |
| Nr. 23    | 2     | 30. Oktober 1887 | 10 543            | 5 306           | 50,3 %            | Louis Grand Alphonse Théraulaz                                    | KK KK    | 5 110 5 078             | 98,7 % 98,1 %               |

### Kanton Genf (5 Sitze)
| Wahlkreis | Sitze | Datum            | Wahlbe- rechtigte | Anzahl Wählende | Wahlbe- teiligung | Gewählte und Nichtgewählte                                                                      | Partei            | Stimmen                                   | Anteil                                    |
| --------- | ----- | ---------------- | ----------------- | --------------- | ----------------- | ----------------------------------------------------------------------------------------------- | ----------------- | ----------------------------------------- | ----------------------------------------- |
| Nr. 49    | 5     | 30. Oktober 1887 | 18 955            | 11 529          | 60,8 %            | Adrien Lachenal Ernest Pictet Georges Favon Jean-Etienne Dufour Antoine Carteret Eugène Richard | FL LM FL LM FL LM | 10 626 10 610 10 455 10 396 05 955 05 534 | 92,6 % 92,5 % 91,1 % 90,6 % 51,9 % 48,2 % |

### Kanton Glarus (2 Sitze)
| Wahlkreis | Anzahl Sitze | Datum            | Wahlbe- rechtigte | Anzahl Wählende | Wahlbe- teiligung | Gewählte und Nichtgewählte                    | Partei    | Stimmen           | Anteil               |
| --------- | ------------ | ---------------- | ----------------- | --------------- | ----------------- | --------------------------------------------- | --------- | ----------------- | -------------------- |
| Nr. 19    | 2            | 30. Oktober 1887 | 8 271             | 4 424           | 53,5 %            | Kaspar Schindler Rudolf Gallati Robert Seidel | DL LM Soz | 3 882 3 701 0 506 | 87,7 % 83,6 % 11,4 % |

### Kanton Graubünden (5 Sitze)
| Wahlkreis | Sitze | Datum            | Wahlbe- rechtigte | Anzahl Wählende | Wahlbe- teiligung | Gewählte und Nichtgewählte                           | Partei   | Stimmen           | Anteil               |
| --------- | ----- | ---------------- | ----------------- | --------------- | ----------------- | ---------------------------------------------------- | -------- | ----------------- | -------------------- |
| Nr. 33    | 2     | 30. Oktober 1887 | 8 545             | 5 776           | 67,6 %            | Peter Theophil Bühler Luzius Raschein Matthäus Risch | LM FL DL | 5 054 3 399 2 425 | 89,9 % 60,5 % 43,1 % |
| Nr. 34    | 2     | 30. Oktober 1887 | 8 397             | 4 759           | 56,7 %            | Caspar Decurtins Johann Schmid                       | KK KK    | 4 264 3 942       | 92,0 % 85,0 %        |
| Nr. 35    | 1     | 30. Oktober 1887 | 3 977             | 1 773           | 44,6 %            | Andrea Bezzola                                       | FL       | 1 672             | 94,3 %               |

### Kanton Luzern (7 Sitze)
| Wahlkreis | Sitze | Datum            | Wahlbe- rechtigte | Anzahl Wählende | Wahlbe- teiligung | Gewählte und Nichtgewählte                                          | Partei   | Stimmen                 | Anteil                      |
| --------- | ----- | ---------------- | ----------------- | --------------- | ----------------- | ------------------------------------------------------------------- | -------- | ----------------------- | --------------------------- |
| Nr. 11    | 2     | 30. Oktober 1887 | 10 029            | 6 632           | 66,1 %            | Josef Vonmatt Friedrich Wüest Heinrich von Segesser Xaver Schnieper | FL FL KK | 4 007 3 921 2 613 2 472 | 60,8 % 59,5 % 39,6 % 37,5 % |
| Nr. 12    | 1     | 30. Oktober 1887 | 3 825             | 1 020           | 26,6 %            | Josef Zemp                                                          | KK       | 0 997                   | 99,2 %                      |
| Nr. 13    | 2     | 30. Oktober 1887 | 7 690             | 2 831           | 36,8 %            | Candid Hochstrasser Josef Erni                                      | KK KK    | 2 696 2 676             | 97,6 % 96,9 %               |
| Nr. 14    | 2     | 30. Oktober 1887 | 8 422             | 3 198           | 38,0 %            | Philipp Anton von Segesser Franz Xaver Beck                         | KK KK    | 3 011 2 992             | 97,9 % 97,3 %               |

### Kanton Neuenburg (5 Sitze)
| Wahlkreis | Sitze | Datum            | Wahlbe- rechtigte | Anzahl Wählende | Wahlbe- teiligung | Gewählte und Nichtgewählte                                                                              | Partei   | Stimmen                                   | Anteil                                           |
| --------- | ----- | ---------------- | ----------------- | --------------- | ----------------- | --- | -------- | ----------------------------------------- | ------------------------------------------------ |
| Nr. 48    | 5     | 30. Oktober 1887 | 24 768            | 6 365           | 25,7 %            | Numa Droz Robert Comtesse Henri Morel Arnold Grosjean Charles-Émile Tissot James Perrenoud Alfred Borel | FL FL LM | 6 181 4 093 4 042 4 036 4 010 2 408 2 405 | 97,1 % 64,3 % 63,5 % 63,4 % 63,0 % 37,8 % 37,7 % |
| Nr. 48    | 5     | 16. Februar 1888 | 24 768            | 3 079           | 12,4 %            | Paul Ducommun                                                                                           | FL       | 2 084                                     | 67,6 %                                           |

### Kanton Nidwalden (1 Sitz)
| Wahlkreis | Sitze | Datum            | Wahlbe- rechtigte | Anzahl Wählende | Wahlbe- teiligung | Gewählte und Nichtgewählte | Partei | Stimmen | Anteil |
| --------- | ----- | ---------------- | ----------------- | --------------- | ----------------- | -------------------------- | ------ | ------- | ------ |
| Nr. 18    | 1     | 30. Oktober 1887 | 2 767             | 797             | 28,8 %            | Robert Durrer              | KK     | 732     | 95,8 % |

### Kanton Obwalden (1 Sitz)
| Wahlkreis | Anzahl Sitze | Datum            | Wahlbe- rechtigte | Anzahl Wählende | Wahlbe- teiligung | Gewählte und Nichtgewählte | Partei | Stimmen | Anteil |
| --------- | ------------ | ---------------- | ----------------- | --------------- | ----------------- | -------------------------- | ------ | ------- | ------ |
| Nr. 17    | 1            | 30. Oktober 1887 | 3 633             | 882             | 24,3 %            | Nicolaus Hermann           | KK     | 791     | 92,4 % |

### Kanton Schaffhausen (2 Sitze)
| Wahlkreis | Sitze | Datum            | Wahlbe- rechtigte | Anzahl Wählende | Wahlbe- teiligung | Gewählte und Nichtgewählte     | Partei | Stimmen     | Anteil        |
| --------- | ----- | ---------------- | ----------------- | --------------- | ----------------- | ------------------------------ | ------ | ----------- | ------------- |
| Nr. 27    | 2     | 30. Oktober 1887 | 7 803             | 7 455           | 95,5 %            | Wilhelm Joos Robert Grieshaber | DL FL  | 5 910 5 810 | 95,1 % 93,4 % |

### Kanton Schwyz (3 Sitze)
| Wahlkreis | Sitze | Datum            | Wahlbe- rechtigte | Anzahl Wählende | Wahlbe- teiligung | Gewählte und Nichtgewählte                              | Partei | Stimmen           | Anteil               |
| --------- | ----- | ---------------- | ----------------- | --------------- | ----------------- | ------------------------------------------------------- | ------ | ----------------- | -------------------- |
| Nr. 16    | 3     | 30. Oktober 1887 | 12 143            | 3 414           | 28,1 %            | Vital Schwander sr. Fridolin Holdener Nikolaus Benziger | KK KK  | 3 205 3 175 3 131 | 93,8 % 92,9 % 91,7 % |

### Kanton Solothurn (4 Sitze)
| Wahlkreis | Sitze | Datum            | Wahlbe- rechtigte | Anzahl Wählende | Wahlbe- teiligung | Gewählte und Nichtgewählte                                                                        | Partei                 | Stimmen                                          | Anteil                                           |
| --------- | ----- | ---------------- | ----------------- | --------------- | ----------------- | ------------------------------------------------------------------------------------------------- | ---------------------- | ------------------------------------------------ | ------------------------------------------------ |
| Nr. 24    | 4     | 30. Oktober 1887 | 17 919            | 15 397          | 85,9 %            | Bernhard Hammer Josef Gisi Wilhelm Vigier Albert Brosi Rudolf Stuber Othmar Kully Casimir von Arx | LM FL sonst. KK sonst. | 15 108 08 509 08 280 07 994 07 154 06 875 05 977 | 98,1 % 55,2 % 53,7 % 51,9 % 46,4 % 44,6 % 38,8 % |
| Nr. 24    | 4     | 1. Februar 1888  | 17 919            | 12 249          | 68,4 %            | Fridolin Roth                                                                                     | KK                     | 11 529                                           | 94,1 %                                           |

### Kanton St. Gallen (10 Sitze)
| Wahlkreis | Sitze | Datum            | Wahlbe- rechtigte | Anzahl Wählende | Wahlbe- teiligung | Gewählte und Nichtgewählte                                                                                       | Partei         | Stimmen                                   | Anteil                                    |
| --------- | ----- | ---------------- | ----------------- | --------------- | ----------------- | --- | -------------- | ----------------------------------------- | ----------------------------------------- |
| Nr. 30    | 4     | 30. Oktober 1887 | 18 979            | 14 985          | 79,0 %            | Johannes Blumer-Egloff Adolf Grubenmann Johann Gebhard Lutz Christoph Tobler Ferdinand Curti Johann Sturzenegger | FL DL KK ER FL | 12 810 12 754 08 153 07 772 06 631 06 304 | 88,7 % 88,3 % 56,4 % 53,8 % 45,9 % 43,6 % |
| Nr. 31    | 3     | 30. Oktober 1887 | 15 981            | 11 293          | 70,7 %            | Carl Theodor Curti Gallus August Suter Wilhelm Good Hans Broder Carl Hilty                                       | DL FL KK FL    | 09 708 09 336 08 556 01 587 01 400        | 89,1 % 85,7 % 78,5 % 14,5 % 12,8 %        |
| Nr. 32    | 3     | 30. Oktober 1887 | 16 774            | 13 554          | 80,8 %            | Johann Fridolin Müller Johann Joseph Keel Laurenz Schönenberger Johann Georg Berlinger                           | KK KK FL       | 08 820 08 189 08 158 05 385               | 67,3 % 62,4 % 62,2 % 41,1 %               |

### Kanton Tessin (7 Sitze)
| Wahlkreis | Sitze | Datum            | Wahlbe- rechtigte | Anzahl Wählende | Wahlbe- teiligung | Gewählte und Nichtgewählte | Partei   | Stimmen                                                     | Anteil                                                                |
| --------- | ----- | ---------------- | ----------------- | --------------- | ----------------- | --- | -------- | ----------------------------------------------------------- | --------------------------------------------------------------------- |
| Nr. 40    | 2     | 30. Oktober 1887 | 11 225            | 6 933           | 61,8 %            | Costantino Bernasconi Leone de Stoppani Massimiliano Magatti Carlo Pasta                                                                                  | FL FL KK | 3 852 3 773 3 146 3 069                                     | 55,5 % 53,8 % 45,3 % 44,2 %                                           |
| Nr. 41    | 5     | 30. Oktober 1887 | 26 448            | 12 437          | 47,0 %            | Filippo Bonzanigo Martino Pedrazzini Giovanni Dazzoni Ignazio Polar Agostino Gatti Giuseppe Pedroli Ernesto Bruni Mosè Sacchi Emilio Censi Giacomo Lepori | KK KK FL | 7 647 7 523 7 499 7 446 7 372 4 925 4 823 4 817 4 785 4 658 | 61,4 % 60,4 % 60,2 % 59,8 % 59,2 % 39,5 % 38,7 % 38,7 % 38,4 % 37,4 % |

### Kanton Thurgau (5 Sitze)
| Wahlkreis | Sitze | Datum            | Wahlbe- rechtigte | Anzahl Wählende | Wahlbe- teiligung | Gewählte und Nichtgewählte | Partei   | Stimmen                                   | Anteil                                    |
| --------- | ----- | ---------------- | ----------------- | --------------- | ----------------- | --- | -------- | ----------------------------------------- | ----------------------------------------- |
| Nr. 39    | 5     | 30. Oktober 1887 | 23 867            | 15 810          | 66,2 %            | Jakob Huldreich Bachmann Friedrich Heinrich Häberlin Johann Philipp Heitz Gustav Merkle Johann Jakob Schümperlin Johann Ulrich Baumann | LM FL DL | 14 822 14 701 14 682 14 124 09 147 06 064 | 93,7 % 92,9 % 92,8 % 89,3 % 57,8 % 38,3 % |

### Kanton Uri (1 Sitz)
| Wahlkreis | Sitze | Datum            | Wahlbe- rechtigte | Anzahl Wählende | Wahlbe- teiligung | Gewählte und Nichtgewählte | Partei | Stimmen     | Anteil        |
| --------- | ----- | ---------------- | ----------------- | --------------- | ----------------- | -------------------------- | ------ | ----------- | ------------- |
| Nr. 15    | 1     | 30. Oktober 1887 | 4 061             | 1 995           | 49,1 %            | Josef Arnold Gustav Muheim | KK KK  | 1 405 0 297 | 75,1 % 15,8 % |

### Kanton Waadt (12 Sitze)
| Wahlkreis | Sitze | Datum            | Wahlbe- rechtigte | Anzahl Wählende | Wahlbe- teiligung | Gewählte und Nichtgewählte | Partei   | Stimmen                                         | Anteil                                                  |
| --------- | ----- | ---------------- | ----------------- | --------------- | ----------------- | --- | -------- | ----------------------------------------------- | ------------------------------------------------------- |
| Nr. 42    | 5     | 30. Oktober 1887 | 24 119            | 8 049           | 33,4 %            | Louis Ruchonnet Louis Chausson Charles-Eugène Fonjallaz Eugène Ruffy Louis Paschoud Frédéric Dubrit Émile-Louis Roussy Charles Favrod | FL FL LM | 7 552 7 271 5 109 5 105 5 064 2 871 2 726 2 596 | 95,4 % 91,9 % 64,5 % 64,5 % 64,0 % 36,2 % 34,4 % 32,8 % |
| Nr. 42    | 5     | 20. Januar 1888  | 23 551            | 3 551           | 15,1 %            | Francis Pernoux | FL       | 3 551                                           | 100,0 %                                                 |
| Nr. 43    | 4     | 30. Oktober 1887 | 20 470            | 6 595           | 32,2 %            | Jacques-François Viquerat Louis Déglon Jean Cavat Ami Campiche                                                                        | FL FL    | 6 363 6 297 6 276 6 162                         | 97,8 % 96,8 % 96,5 % 94,8 %                             |
| Nr. 44    | 3     | 30. Oktober 1887 | 14 910            | 4 965           | 33,3 %            | Adrien Thélin Jules Colomb Charles Baud                                                                                               | FL FL    | 4 750 4 588 4 450                               | 96,8 % 93,4 % 90,6 %                                    |

### Kanton Wallis (5 Sitze)
| Wahlkreis | Sitze | Datum            | Wahlbe- rechtigte | Anzahl Wählende | Wahlbe- teiligung | Gewählte und Nichtgewählte                                         | Partei   | Stimmen                 | Anteil                      |
| --------- | ----- | ---------------- | ----------------- | --------------- | ----------------- | ------------------------------------------------------------------ | -------- | ----------------------- | --------------------------- |
| Nr. 45    | 2     | 30. Oktober 1887 | 10 324            | 5 307           | 51,4 %            | Hans Anton von Roten Victor de Chastonay                           | KK KK    | 5 225 5 104             | 98,8 % 96,5 %               |
| Nr. 46    | 1     | 30. Oktober 1887 | 5 827             | 2 430           | 41,7 %            | Joseph Favre                                                       | KK       | 2 278                   | 95,3 %                      |
| Nr. 47    | 2     | 30. Oktober 1887 | 11 203            | 9 707           | 86,8 %            | Émile Gaillard Maurice Chappelet Charles de Werra Alfred Tissières | FL LM KK | 5 070 5 004 4 667 4 633 | 52,2 % 51,6 % 48,1 % 47,7 % |

### Kanton Zug (1 Sitz)
| Wahlkreis | Sitze | Datum            | Wahlbe- rechtigte | Anzahl Wählende | Wahlbe- teiligung | Gewählte und Nichtgewählte | Partei | Stimmen | Anteil |
| --------- | ----- | ---------------- | ----------------- | --------------- | ----------------- | -------------------------- | ------ | ------- | ------ |
| Nr. 20    | 1     | 30. Oktober 1887 | 5 813             | 1 077           | 18,5 %            | Alois Müller               | KK     | 1 007   | 94,7 % |

### Kanton Zürich (16 Sitze)
| Wahlkreis | Sitze | Datum                          | Wahlbe- rechtigte | Anzahl Wählende | Wahlbe- teiligung | Gewählte und Nichtgewählte | Partei                 | Stimmen                                                               | Anteil                                                                |
| --------- | ----- | ------------------------------ | ----------------- | --------------- | ----------------- | --- | ---------------------- | --------------------------------------------------------------------- | --------------------------------------------------------------------- |
| Nr. 1     | 5     | 30. Oktober 1887               | 24 911            | 15 163          | 60,9 %            | Arnold Syfrig Conrad Cramer-Frey Ulrich Meister jr. Wilhelm Hertenstein Johann Jakob Schäppi Hans Wunderly-von Muralt Jakob Vogelsanger Jakob Lutz Jakob Itschner Conrad Conzett | DL LM DL LM Soz DL Soz | 14 597 12 830 08 858 08 450 07 424 07 341 06 082 05 305 02 115 02 108 | 96,2 % 84,6 % 58,4 % 55,7 % 48,9 % 48,4 % 40,1 % 34,9 % 13,9 % 13,9 % |
| Nr. 1     | 5     | 9. November 1887 (2. Wahlgang) | 24 954            | 17 773          | 71,2 %            | Johann Jakob Schäppi Hans Wunderly-von Muralt | DL LM                  | 09 280 06 906                                                         | 56,9 % 42,3 %                                                         |
| Nr. 1     | 5     | 22. Januar 1888                | 25 000            | 18 587          | 74,3 %            | Arnold Bürkli Jakob Vogelsanger | LM Soz                 | 09 899 07 370                                                         | 51,2 % 47,7 %                                                         |
| Nr. 2     | 4     | 30. Oktober 1887               | 19 459            | 10 751          | 55,8 %            | Johann Heinrich Bühler-Honegger Heinrich Landis Johann Jakob Keller Johann Jakob Abegg J. J. Bodmer                                                                              | LM LM DL LM Soz        | 10 260 10 216 10 206 09 426 01 482                                    | 95,4 % 95,0 % 94,9 % 87,6 % 13,8 %                                    |
| Nr. 3     | 4     | 30. Oktober 1887               | 19 459            | 10 751          | 55,8 %            | Rudolf Geilinger Johannes Stössel Ludwig Forrer Friedrich Salomon Vögelin | DL DL                  | 09 171 07 906 07 803 07 729                                           | 107,1 % 92,3 % 91,1 % 90,2 %                                          |
| Nr. 4     | 3     | 30. Oktober 1887               | 12 441            | 5 936           | 47,7 %            | Friedrich Scheuchzer Johannes Moser Johann Jakob Sulzer | DL DL                  | 05 763 05 762 05 190                                                  | 97,0 % 97,0 % 87,4 %                                                  |

## Ersatzwahlen bis 1890
Aufgrund von Vakanzen während der darauf folgenden 14. Legislaturperiode fanden in 17 Wahlkreisen ebenso viele Ersatzwahlen statt.
| Wahlkreis / Kanton | Ersatz für                 | Datum              | Wahlbe- rechtigte | Anzahl Wählende | Wahlbe- teiligung | Gewählte und Nichtgewählte                       | Partei   | Stimmen              | Anteil               |
| ------------------ | -------------------------- | ------------------ | ----------------- | --------------- | ----------------- | ------------------------------------------------ | -------- | -------------------- | -------------------- |
| Nr. 3 (ZH)         | Friedrich Salomon Vögelin  | 25. November 1888  | ca. 19 500        | 15 154          | 77,1 %            | Albert Locher Heinrich Bertschinger              | DL LM    | 08 409 05 745        | 62,1 % 37,9 %        |
| Nr. 5 (BE)         | Jakob Scherz               | 1. Dezember 1889   | ca. 19 800        | 14 939          | 75,4 %            | Arnold Gottlieb Bühler Andreas Willi             | FL ER    | 07 569 07 369        | 50,7 % 49,3 %        |
| Nr. 6 (BE)         | Rudolf Rohr                | 26. Februar 1888   | ca. 18 800        | 7 599           | 40,4 %            | Edmund von Steiger Friedrich von Werdt           | ER FL    | 04 631 02 880        | 60,9 % 37,9 %        |
| Nr. 7 (BE)         | Gottlieb Riem              | 5. Februar 1889    | ca. 15 600        | 04 120          | 26,4 %            | Gottfried Joost                                  | FL       | 4 034                | 97,9 %               |
| Nr. 14 (LU)        | Philipp Anton von Segesser | 23. September 1888 | 8 426             | 4 368           | 51,8 %            | Josef Anton Schobinger Anton Gut                 | KK FL    | 03 212 01 051        | 73,5 % 24,1 %        |
| Nr. 17 (OW)        | Nicolaus Hermann           | 28. Oktober 1888   | 3 570             | 1 413           | 39,6 %            | Nikolaus Durrer Peter Anton Ming                 | LM KK    | 00 928 00 422        | 65,7 % 29,9 %        |
| Nr. 18 (NW)        | Robert Durrer              | 16. März 1890      | ca. 2 870         | 2 111           | 73,6 %            | Hans von Matt sr. Valentin Blättler              | KK FL    | 01 289 00 643        | 61,1 % 30,5 %        |
| Nr. 20 (ZG)        | Alois Müller               | 5. Mai 1889        | 5 758             | 2 686           | 46,6 %            | Franz Hediger Heinrich Henggeler                 | KK FL    | 01 425 01 258        | 51,7 % 45,7 %        |
| Nr. 21 (FR)        | Georges Cressier           | 27. Januar 1889    | 08 309            | 04 377          | 52,7 %            | Friedrich Abraham Stock                          | FL       | 4 343                | 99,2 %               |
| Nr. 25 (BS)        | Karl Burckhardt-Iselin     | 26. Februar 1889   | ca. 11 000        | 8 025           | 73,0 %            | Paul Speiser Eugen Wullschleger Emil Frey        | LM SP FL | 04 325 02 199 01 334 | 53,9 % 27,4 % 16,7 % |
| Nr. 28 (AR)        | Johann Ulrich Eisenhut     | 14. September 1890 | 12 624            | 8 663           | 68,6 %            | Johannes Zuberbühler Johann C. Sonderegger       | LM FL    | 06 393 00 864        | 73,8 % 10,0 %        |
| Nr. 32 (SG)        | Johann Fridolin Müller     | 27. Mai 1888       | 16 867            | 13 943          | 82,7 %            | Othmar Staub Johann Georg Berlinger              | KK FL    | 07 541 06 277        | 54,1 % 45,0 %        |
| Nr. 36 (AG)        | Ludwig Karrer              | 10. November 1888  | 12 454            | 9 182           | 73,7 %            | Jakob Lüthy Johann Rudolf Suter Olivier Zschokke | FL LM FL | 04 850 02 145 01 903 | 52,9 % 23,4 % 20,7 % |
| Nr. 38 (AG)        | Arnold Münch               | 9. Februar 1890    | 12 558            | 9 668           | 77,0 %            | Albert Ursprung                                  | LM       | 08 440               | 87,3 %               |
| Nr. 39 (TG)        | Johann Jakob Schümperlin   | 13. Oktober 1889   | 24 082            | 19 574          | 81,3 %            | Karl Alfred Fehr Alfons von Streng               | FL KK    | 10 337 04 273        | 52,8 % 21,8 %        |
| Nr. 48 (NE)        | Henri Morel                | 13. Mai 1888       | 25 052            | 2 710           | 10,8 %            | Alfred Jeanhenry                                 | FL       | 02 500               | 92,3 %               |
| Nr. 49 (GE)        | Antoine Carteret           | 10. März 1889      | 18 950            | 12 455          | 65,7 %            | Gustave Ador Moïse Vautier                       | LM FL    | 06 507 05 874        | 52,2 % 47,2 %        |

## Quelle
- Erich Gruner: Die Wahlen in den Schweizerischen Nationalrat 1848–1919. Band 3. Francke Verlag, Bern 1978, ISBN 3-7720-1445-3, S. 201–212.